# Colombia Viva (documental)
Colombia Viva es un documental colombiano creado y realizado por la Casa Editorial El Tiempo que narra los mejores momentos de las historias de Colombia toda la geografía, productos de exportación, culturas, entre otras.

## Argumento
Inicio: Empezando desde la era precolombina cuando fueron habitadas por tribus indígenas y sus herencias. La geografía cuando el mapa estaba evolucionando poco a poco, con las conquistas españolas, las guerras de Independencia, los conflictos fronterizos y la separación de Panamá. 
Regiones Naturales: Empezando desde la Región Andina, la Orinoquía, el Caribe, la Amazonia, la Pacifica y la Insular. 
Gentes y Costumbres: Personas de color de piel, los indígenas del Amazonas, los afrocolombianos heredaros del África, los Wayúu, los que habitan en los mares, los llaneros, los cultivadores campesinos boyacenses con sus principales alimentos hechos como la Arepa y la Panela y los paisas con su medio de transporte campesino: La Chiva, la gente de ciudad de diferentes clases sociales.
Actividades Económicas: Los principales productos de exportación como: Las Flores, El Plátano, Las Frutas como el Maracuyá y la granadilla, La caña de Azúcar, El Café, La palma Africana, Los Mariscos, La Sal, Las Esmeraldas, El Carbón, El Petróleo y La industria automotriz, informática, artesanas y textiles. 
Ciudades y Poblaciones: Bogotá, Medellín, Cali, Barranquilla, Bucaramanga, Cartagena, Popayán, Barichara, Manizales, Armenia, Pereira, Salamina, Villa de Leyva, Tunja, Mompóx, Santa Marta y San Andrés Islas.
Celebraciones: El carnaval de Barranquilla, La feria de las flores de Medellín, El carnaval de negros y blancos de Pasto, La Semana Santa en Almaguer y en Mompóx, El festival del burro en San Antero, El concurso nacional de la belleza en Cartagena y El festival iberoamericano de teatro de Bogotá.
Música: Empezando desde los cánticos indígenas, los ritmos afrocolombianos del Caribe y el Pacífico, la cumbia, la bailable, la carranguera, el joropo, el vallenato y los artistas principales como: Petrona Martínez, Totó la Momposina, Lucho Bermúdez, Pacho Galán, Estercita Forero, Jorge Velosa, Silva y Villalba, Carlos Vives, Joe Arroyo, Aterciopelados y Shakira.
Talentos: Los literarios como: Gabriel García Marquez y Álvaro Mutis, en las artes como: Fernando Botero y Alejandro Obregón, en la ciencia como: Rodolfo Llinás y Manuel Elkin Patarroyo, y en el ámbito deportivo se destacan: Lucho Herrera en el ciclismo, Miguél El Happy Lora en el boxeo, Edgar Renteria en el béisbol, La selección colombiana de fútbol, el torero Cesar Rincón, la tenista Fabiola Zuluaga y la pesista María Isabel Urrutia. 
El documental termina con imágenes del futuro de Colombia: Los niños y sus costumbres.